# 杨林镇 (衡东县)
杨林镇，是中华人民共和国湖南省衡陽市衡东县下辖的一个乡镇级行政单位。

## 行政区划
杨林镇下辖以下地区：
米南社区、杨林村、寺门前村、庙冲村、竹园村、高栗村、大塘村、铁坑村、茅镰洲村、双丫港村、三联村、龙西湖村、车头村、太平寺村、茫洲村、宁中村、石峡村、板石岭村、符竹村、上村、立新村、潭江口村、贺家桥村、小岳洲村、柴埠村、豆垅村、湾头洲村、大源冲村和四方冲村。

## 中国传统村落
2013年8月，杨林村被评为第二批中国传统村落。